# Four Past Midnight
『Four Past Midnight』はスティーヴン・キングが1990年に発表した「時間」をテーマにした中篇小説集である。日本での出版に際して邦題は付けられていないが、関連する文章においては『真夜中四分過ぎ』などと訳されている。
本書にはいわゆるホラー小説が収録されているが、作風としては「怪奇」そのものより、怪奇と対峙する「人間」に主眼が置かれている。
これらは世間でキングの引退が囁かれていた時期に約二年をかけて執筆された。

## 収録作品
- ランゴリアーズ - The Langoliers 訳:小尾芙佐
- 秘密の窓、秘密の庭 - Secret Window, Secret Garden 訳:小尾芙佐
- 図書館警察 - The Library Policeman 訳:白石朗
- サンドッグ（英語版） - The Sun Dog 訳:白石朗

## 出版情報
- ランゴリアーズ - FOUR PAST MIDNIGHT I（単行本）

発行所：文藝春秋
発行日：1996年7月
1. 序に変えて
2. ランゴリアーズ
3. 秘密の窓、秘密の庭

- 図書館警察 - FOUR PAST MIDNIGHT II（単行本）

発行所：文藝春秋
発行日：1996年8月
1. 図書館警察
2. サン・ドッグ
3. あとがきに代えて - 小尾芙佐・白石朗・藤田新策

- ランゴリアーズ - FOUR PAST MIDNIGHT I（文春文庫）

発行所：文藝春秋
発行日：1999年7月10日
ISBN 4-16-714818-8
- 図書館警察 - FOUR PAST MIDNIGHT II（文春文庫）

発行所：文藝春秋
発行日：1999年8月10日
ISBN 4-16-714819-6

## 映像化
- ドラマ「ランゴリアーズ」（1995）
- 映画「シークレット ウインドウ」（2004）